# Chiesa prepositurale dei Santi Pietro e Paolo
La chiesa prepositurale dei Santi Apostoli e Martiri Pietro e Paolo è il più grande edificio di culto della città di Lissone e del decanato.
La definizione popolare è "chiesa grande" o in dialetto gésa grànda. Dopo il 1995 si è registrato anche l'uso dell'espressione popolare "duomo di Lissone", in virtù delle grandiose dimensioni del tempio.

## Storia
L'imponente costruzione della prepositurale è in stile eclettico, dal neogotico al neoromanico, con caratteristiche dell'architettura lombarda ed è stata interamente completata dal popolo lissonese nel 1926 dopo che era stata abbattuta la precedente prepositurale. Nel 1976 si è celebrato il cinquantesimo anniversario della dedicazione. La chiesa prepositurale si affaccia sulla piazza Giovanni XXIII, nel centro storico della città.
Per i cittadini di Lissone è la "Gèsa Grànda" o il "Duomo di Lissone", rappresenta la chiesa più grande di tutta la zona V di Monza.
In occasione del Giubileo straordinario della misericordia, istituito per il 2015-2016 da papa Francesco, la prepositurale è stata insignita del titolo di chiesa penitenziale per garantire la continuità del messaggio dell'anno giubilare proprio in virtù della sua importanza all'interno del decanato di Lissone.

## Descrizione

### Esterno
Sul sagrato è presente una scultura dell'artista lissonese Ambrogio Moioli, raffigurante una croce in ferro ossidato, mentre sulla piazza, a sinistra della facciata è presente una fontana.

#### Facciata
L'esterno dell'edificio è costituito da una grandiosa facciata a rossi mattoni a vista, con un monumentale portale ligneo, mosaici rappresentanti Cristo Re e i Santi Apostoli Pietro e Paolo, sovrastanti altrettanti portali secondari di notevole valore scultoreo. In cima alla facciata corre un lungo e imponente elegante loggiato.

#### Campanile
Accanto al braccio destro si innalza uno snello ed elegante campanile, il quale custodisce nove campane e un orologio luminoso. Subito sotto la cuspide del campanile, coronata dalla statua di un angelo, si può raggiungere il belvedere, dal quale i visitatori possono ammirare un panorama che va dalla pianura milanese alle Prealpi della zona di Lecco e Como. La statua dorata dell'angelo che corona il campanile, per i lissonesi protegge la città ed è anche un simbolo di Lissone.

### Interno
L'interno della chiesa, presenta numerosi monumenti artistici: il fonte battesimale in marmo, sovrastato da un tempietto ligneo opera di Ambrogio Fossati e protetto da una elegante cancellata in ferro battuto, sempre opera del Fossati, il pulpito, un grande Crocifisso sospeso all'arco centrale della cupola e gli altari della Madonna, di san Giuseppe, di sant'Ilario e del Crocifisso.
Prima di accedere all'abside con l'altare maggiore, si trovano due statue bronzee raffiguranti Angeli portacandelabri. Sono opera dello scultore Carlo Rigola, autore con il gemello Luigi, di molte opere tra cui la base bronzea dell'altare maggiore del duomo di Milano.
L'altare maggiore di marmo, grandioso nella sua imponenza, è costituito da tre guglie, ognuna delle quali custodisce una statua di marmo: quella centrale racchiude la statua di Gesù Cristo, le altre due quelle dei santi patroni della Collegiata. Sempre nell'altare maggiore, durante le principali celebrazioni trovano spazio sei statue dorate di santi.
La chiesa custodisce anche le statue bronzee dei patroni d'Italia, san Francesco e santa Caterina da Siena, oltre alle sculture di sant'Antonio da Padova, di santa Rita e di santa Teresa Benedetta della Croce (Edith Stein).
Imponente è invece la cupola, internamente rivestita di foglia d'oro, che in cima custodisce la colomba simbolo dello Spirito Santo.
Il coro ligneo, posto dietro l'altare maggiore, è opera dell'artigiano lissonese Angelo Arosio (detto Genola) e dell'intagliatore Orlando Fiscon: decorato con bronzi dell'artista Otello Montaguti raffiguranti scene delle vite di San Pietro e di San Paolo, custodisce i nomi dei parroci e dei prevosti che nei secoli hanno retto la prepositurale di Lissone.

### Opere di interesse artistico
- Altare maggiore;
- Altare del Crocefisso;
- Altare di Sant'Ilario;
- Altare della Madonna;
- Altare di San Giuseppe;
- Pulpito ligneo;
- Coro ligneo dietro l'altare maggiore;
- Fonte battesimale, tempietto ligneo e cancellata;
- Statue bronzee di San Francesco e Santa Caterina;
- Statue lignee di Santa Rita, Sant'Antonio da Padova e Santa Teresa Benedetta della Croce;
- Confessionale detto "del Monsignor Prevosto" e altri confessionali lignei;
- Arazzi storici nella cappella della Madonna;
- Pala d'altare del 1702 del pittore Federico Panza che rappresenta la Vergine Immacolata;
- Angelo dorato, in cima al campanile.

## Chiese sussidiarie
Oltre che alla prepositurale e alle altre chiese figlie (chiesa dell'Addolorata, chiesa di San Luigi, chiesa di San Carlo e chiesa della Madonna del Borgo), in molti luoghi di Lissone vi sono molte edicole religiose, forme di devozione religiosa popolare antiche e recenti. Fra quelle meno antiche, il bassorilievo della Madonna con Bambino (detta della Divina Provvidenza), situata alla "Rutunda" di Lissone: posata alla fine della seconda guerra mondiale per accogliere tutti i giovani che tornavano, da allora e fino al 1955 punto di riferimento per una festa che ora si potrebbe chiamare della Riconciliazione.
Nella chiesa di San Luigi presso l'oratorio maschile della parrocchia vi è invece la pala dei Caduti, un manufatto ligneo con l'elenco dei caduti e dispersi lissonesi delle due guerre mondiali. L'ordine dei nomi prescinde dal grado posseduto ed è strettamente alfabetico tranne nel caso di strettissime parentele.

## Festa della prepositurale e festa di Lissone
La festa della prepositurale lissonese è il 29 giugno, solennità dei santi Pietro e Paolo, a cui appunto la chiesa è intitolata; il quel giorno la facciata viene parata con festoni scarlatti.
La festa di Lissone si celebra, invece, la terza domenica di ottobre, ed è legata alla dedicazione del Duomo di Milano, come per i paesi e città della diocesi che senza un loro patrono specifico celebrano la loro festa per l'appunto il giorno della dedicazione del duomo della diocesi ambrosiana. Tradizionalmente la festa di Lissone si continua anche il lunedì successivo alla terza domenica di ottobre.

## Cronotassi dei prevosti

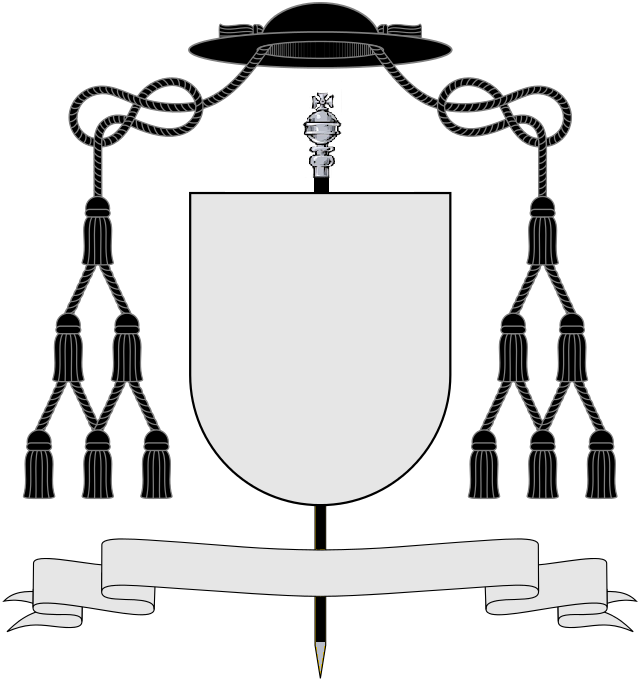
Stemma di base del Prevosto di Lissone

La prepositurale di Lissone sin dal 1564 fu sede di un prevosto che è anche vicario foraneo e decano del decanato di Lissone, nell'ambito della zona episcopale di Monza.
Il prevosto monsignor Giuseppe Caimi, nell'ottobre 2010, è stato nominato Cavaliere e Canonico della Basilica del Santo Sepolcro a Gerusalemme, in virtù dei rapporti di amicizia tra la comunità di Lissone e quella di Israele. 
In data 1 Settembre 2023 il prevosto Don Tiziano Vimercati ha assunto, dopo 14 anni, l'incarico di Cappellano del carcere di Monza; viene nominato Don Marco Lodovici come nuovo prevosto di Lissone e Parroco della comunità Pastorale "S. Teresa Benedetta della Croce" che comprende le parrocchie: Prepositurale dei SS. Pietro e Paolo, Madonna di Lourdes, Cuore Immacolato di Maria, S. Giuseppe Artigiano, Sacro cuore di Gesù tutte in Lissone e S. Maria Assunta in Santa Margherita di Lissone e SS. Giuseppe e Antonio Maria Zaccaria in Bareggia. 
Parroci e prevosti che si sono susseguiti a capo della chiesa lissonese e i cui nomi sono incisi tra i banchi del coro, dietro l'altare maggiore:
- Don Giovanni Monguzzo;
- Don Bonaventura Menabeno;
- Don Giovanni Battista Confalonieri;
- Don Giovanni Lanzano;
- Don Mario Castiglione;
- Don Giulio Cesare Confalonieri;
- Don Girolamo Baldissarre Bonsaglio;
- Don Pietro Francesco Figlidone;
- Don Carl'Andrea Guenzati;
- Mons. Carlo Maria Crippa;
- Don Francesco Arrigoni;
- Don Agostino Magistris;
- Don Ambrogio Viganò;
- Mons. Carlo Colnaghi;
- Mons. Angelo Gaffuri;
- Mons. Luigi Allievi;
- Mons. Cav. Giuseppe Caimi, OESSG;
- Don Tiziano Vimercati;
- Don Marco Lodovici (in carica).

## Galleria d'immagini

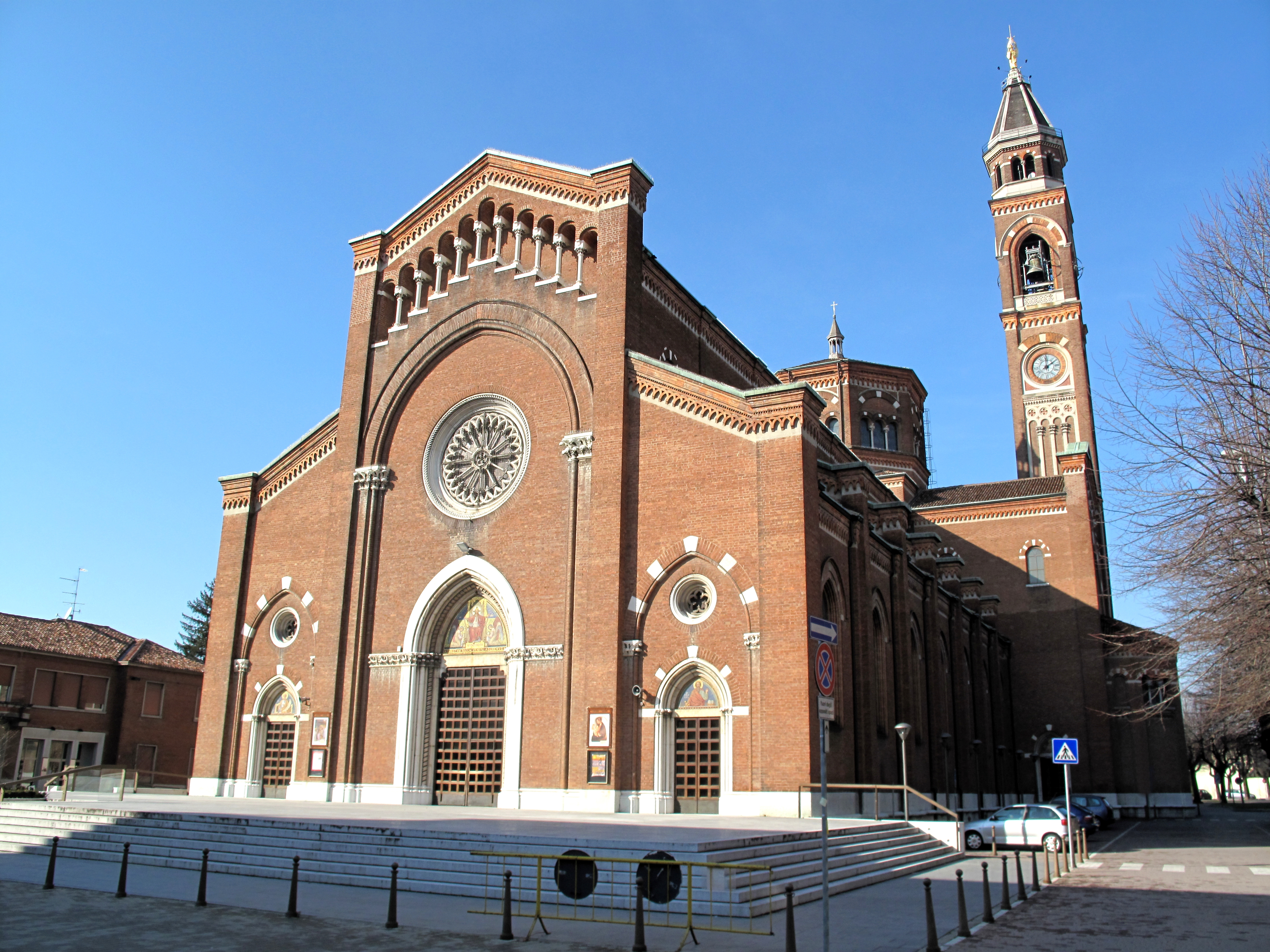
Facciata con il campanile
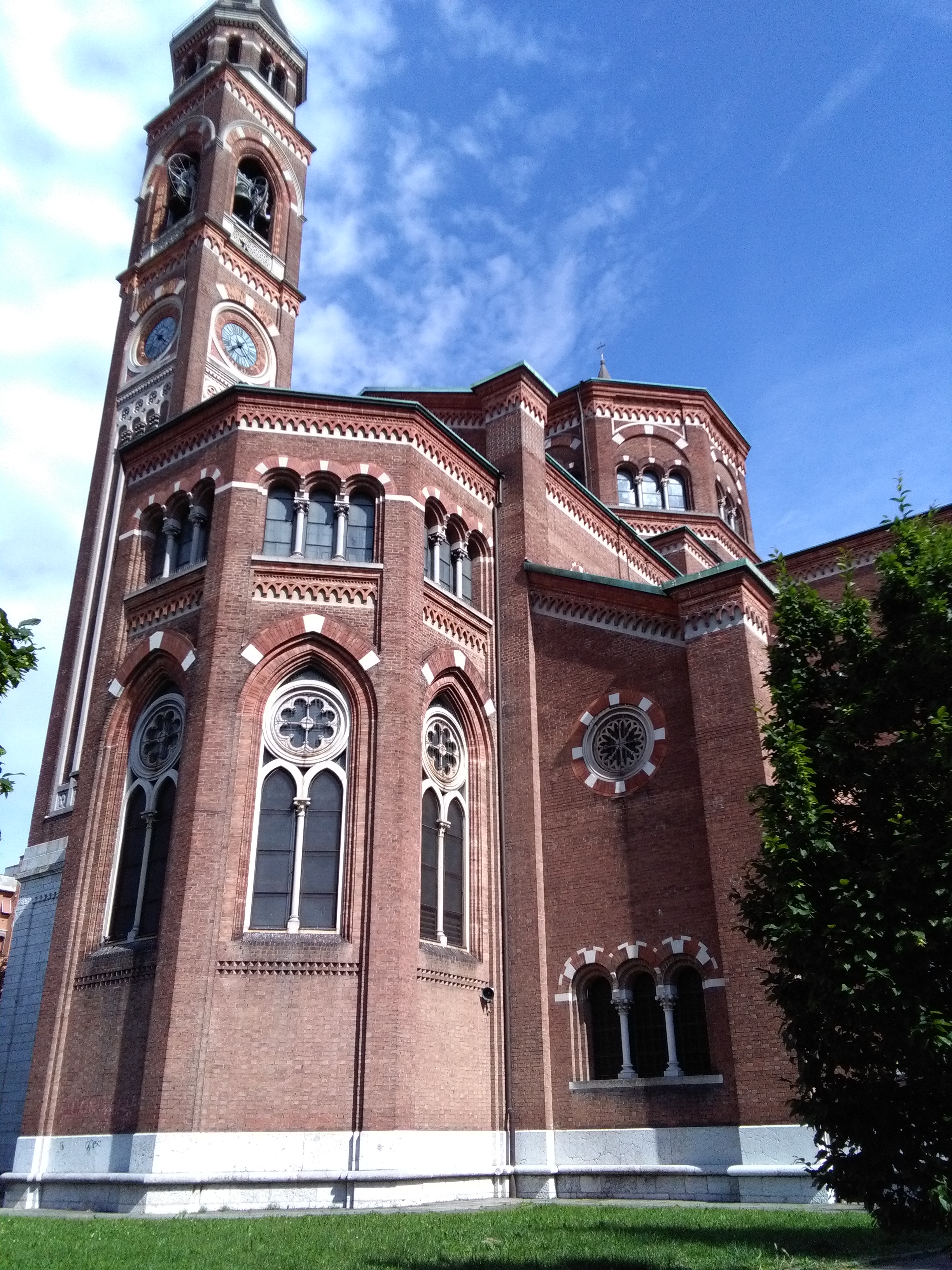
Abside e campanile
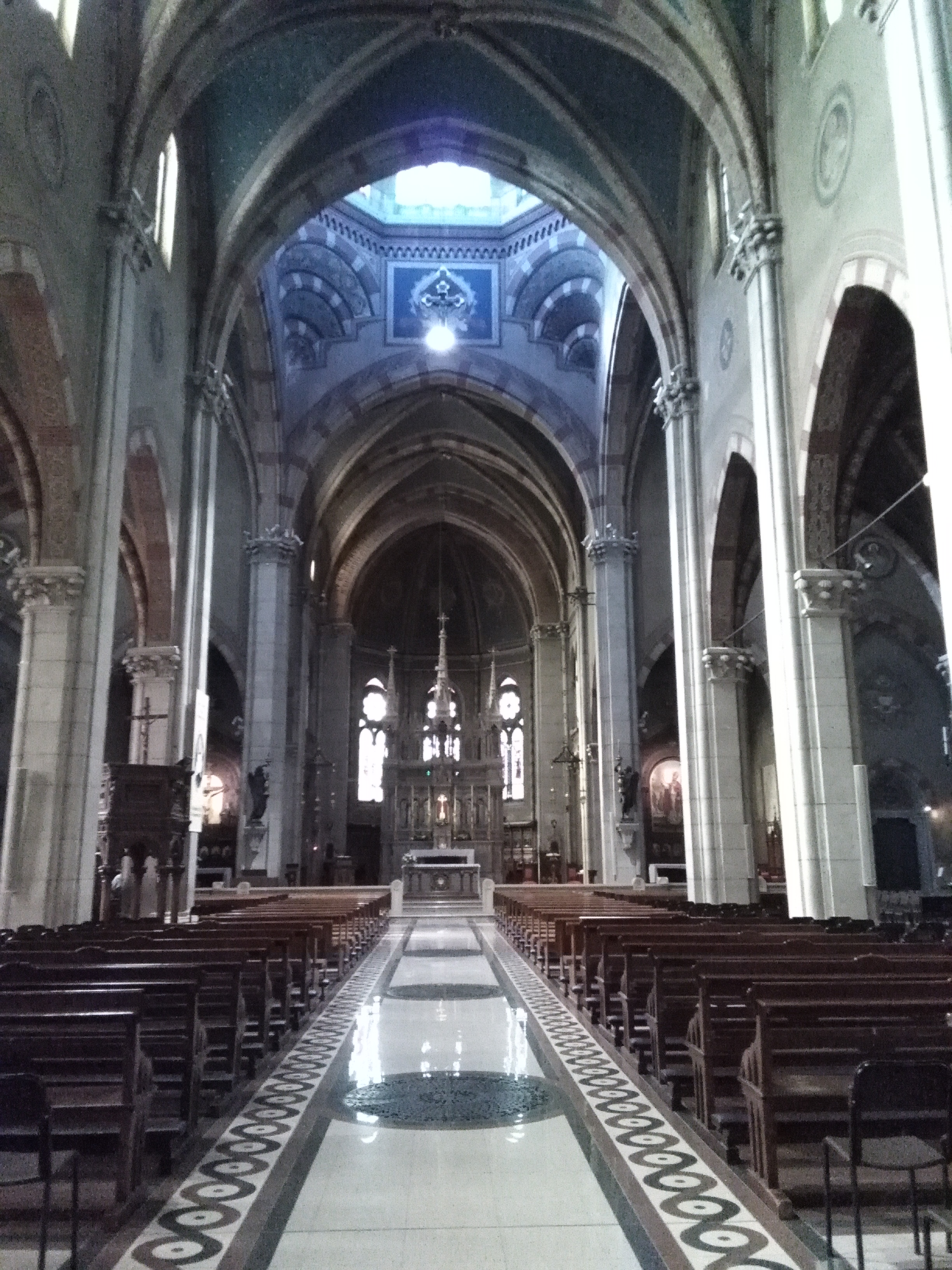
Navata centrale
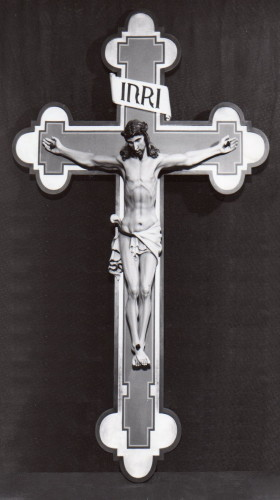
Crocifisso ligneo posto nel tamburo della grande cupola
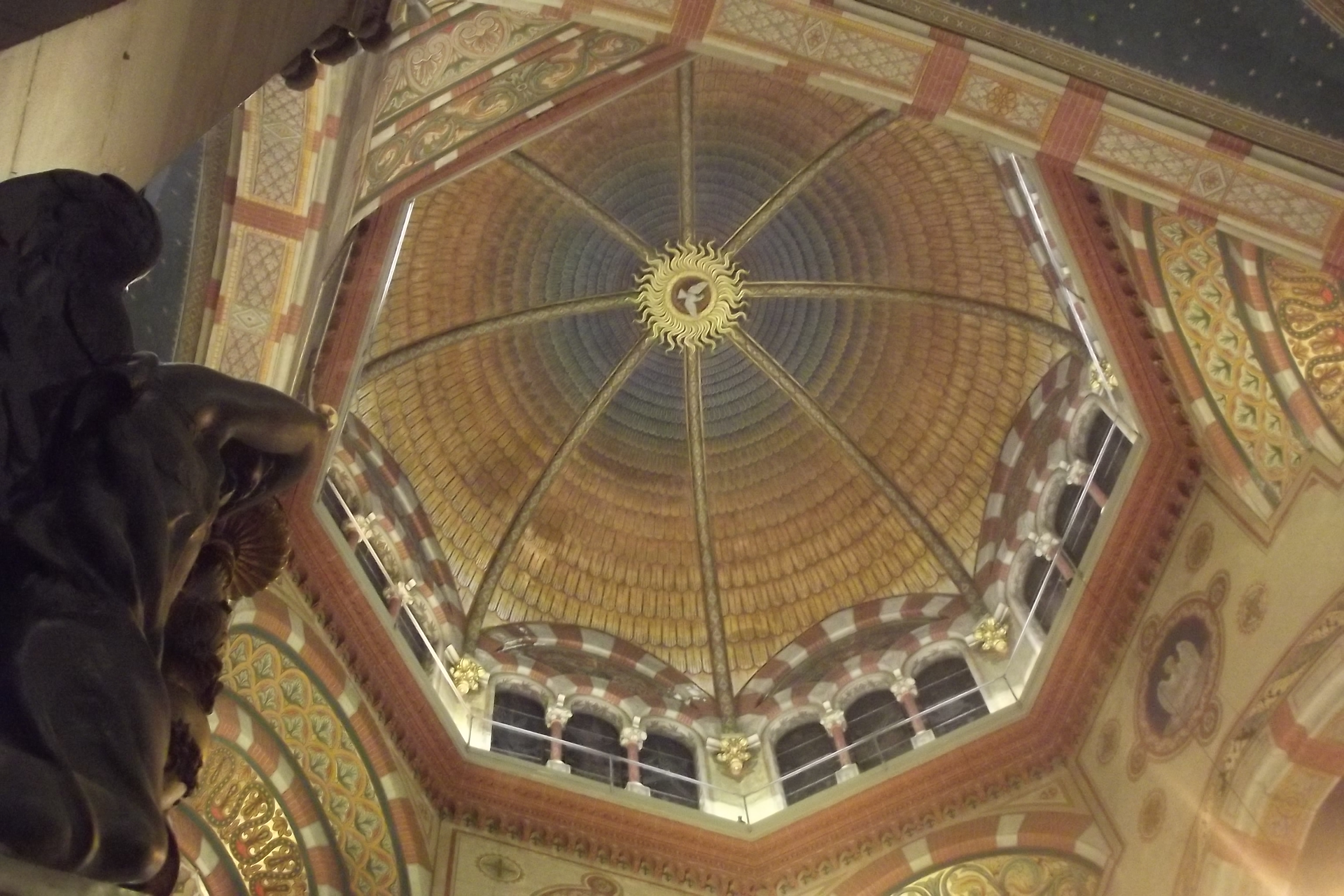
Cupola
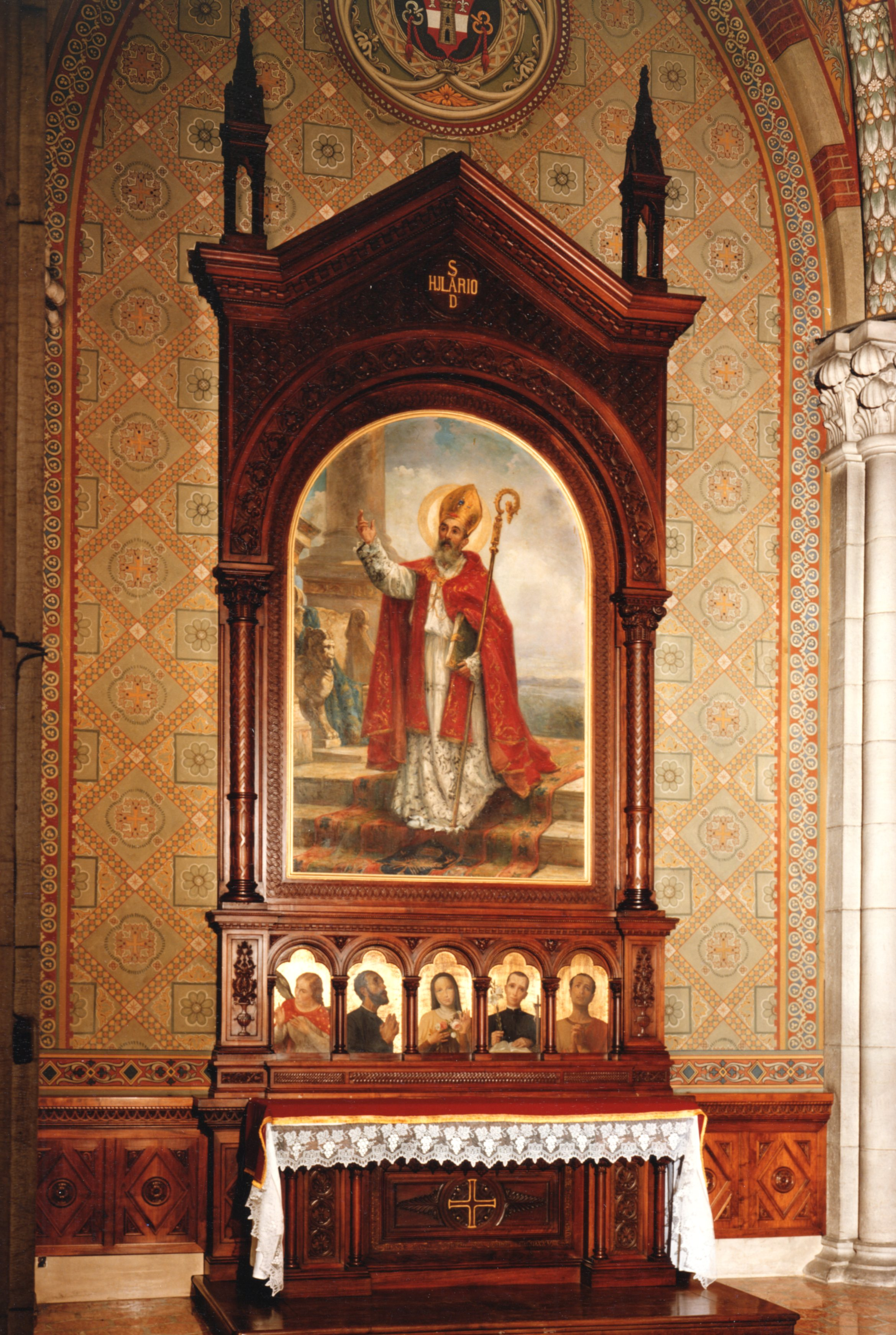
Altare di Sant'Ilario
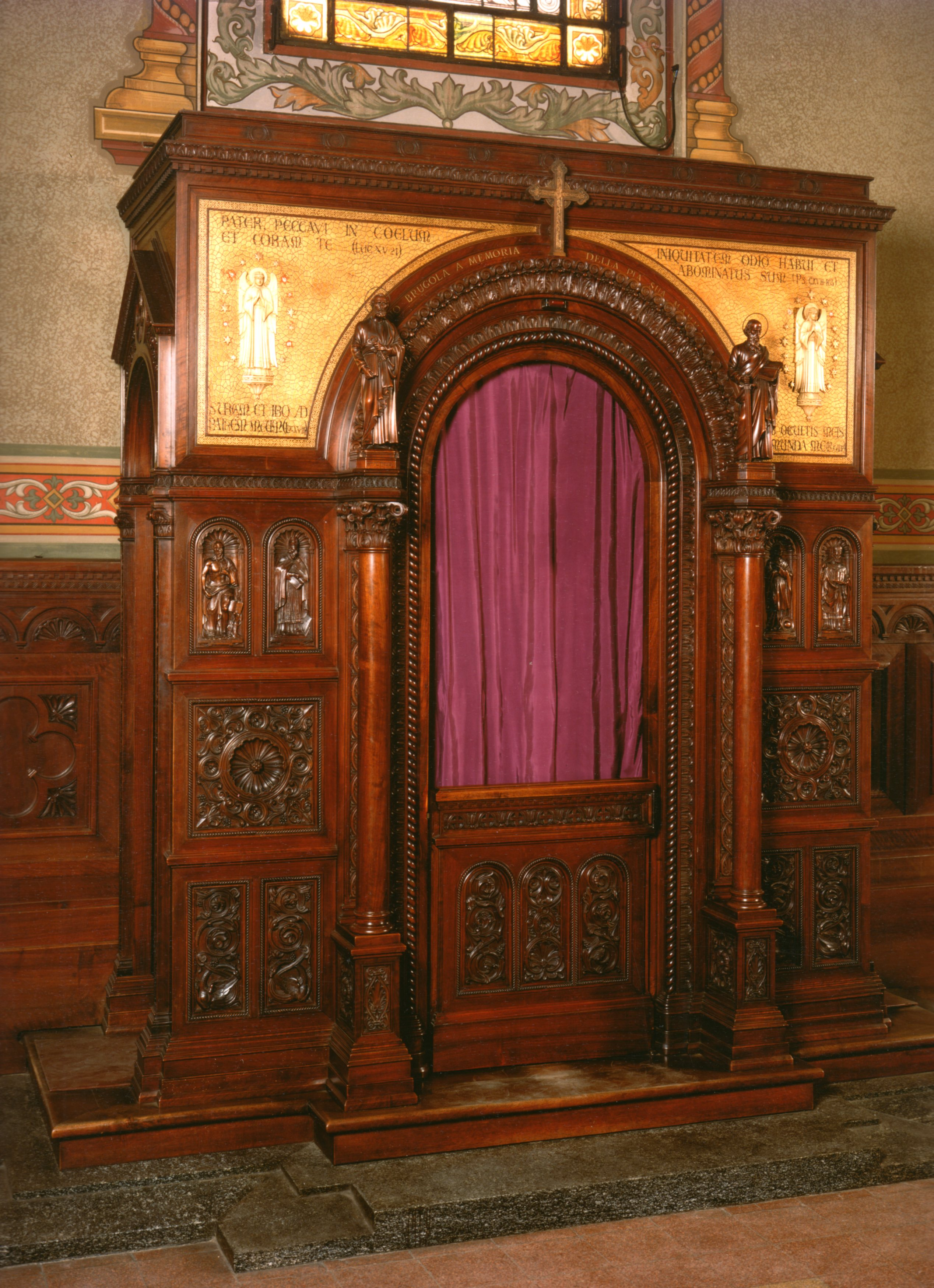
Confessionale ligneo detto "del Monsignor Prevosto"
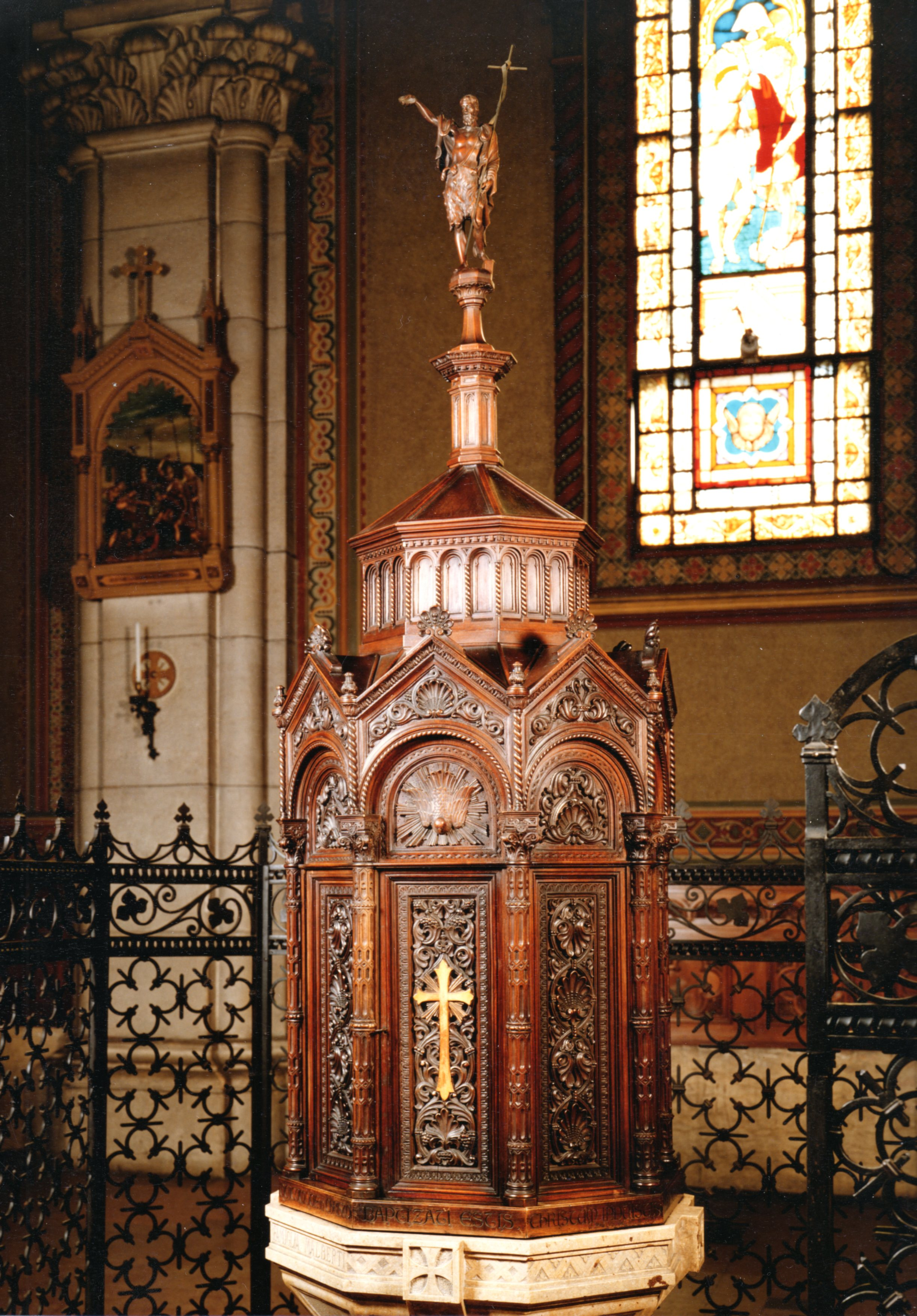
Fonte battesimale
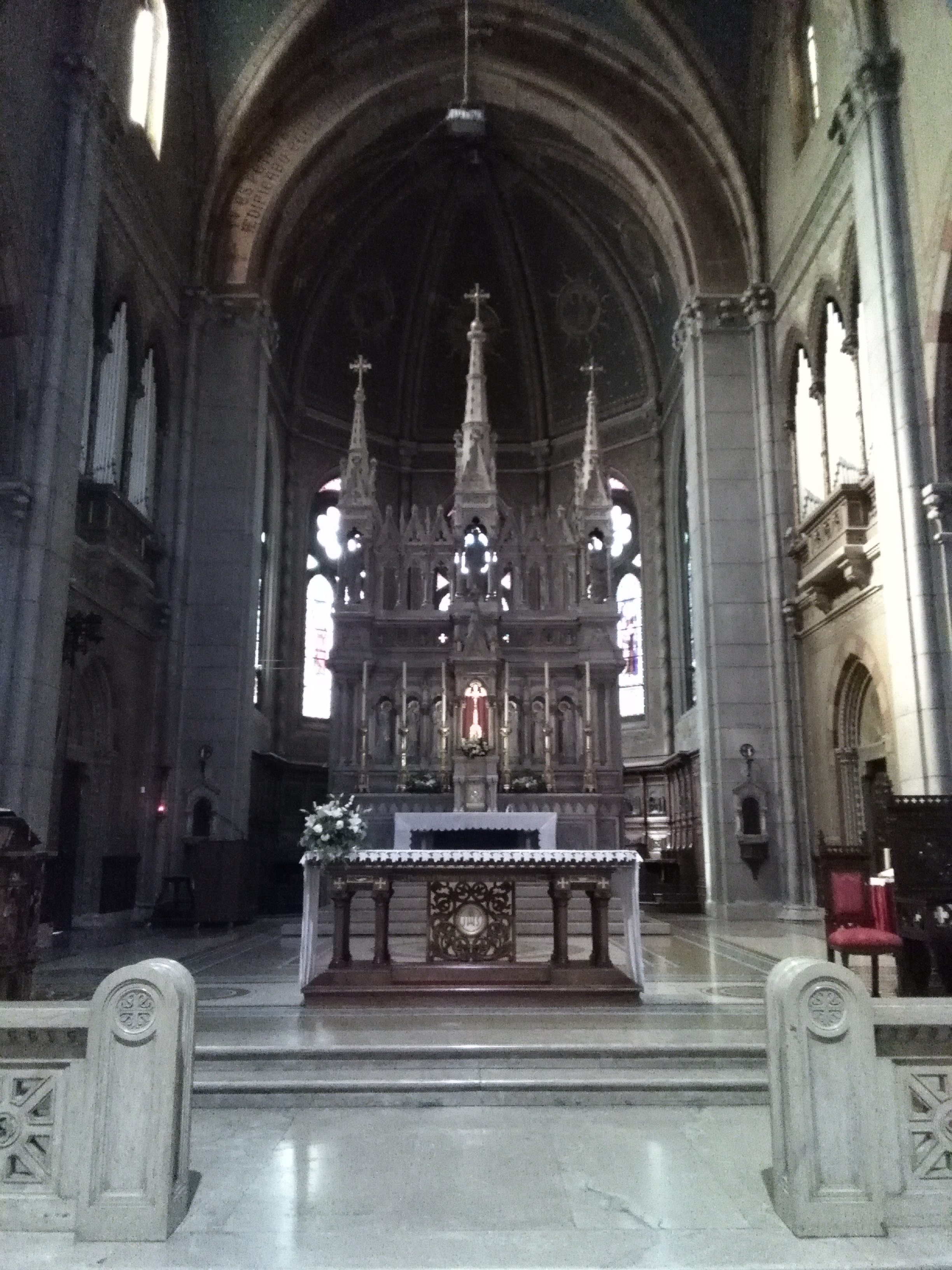
Altare maggiore
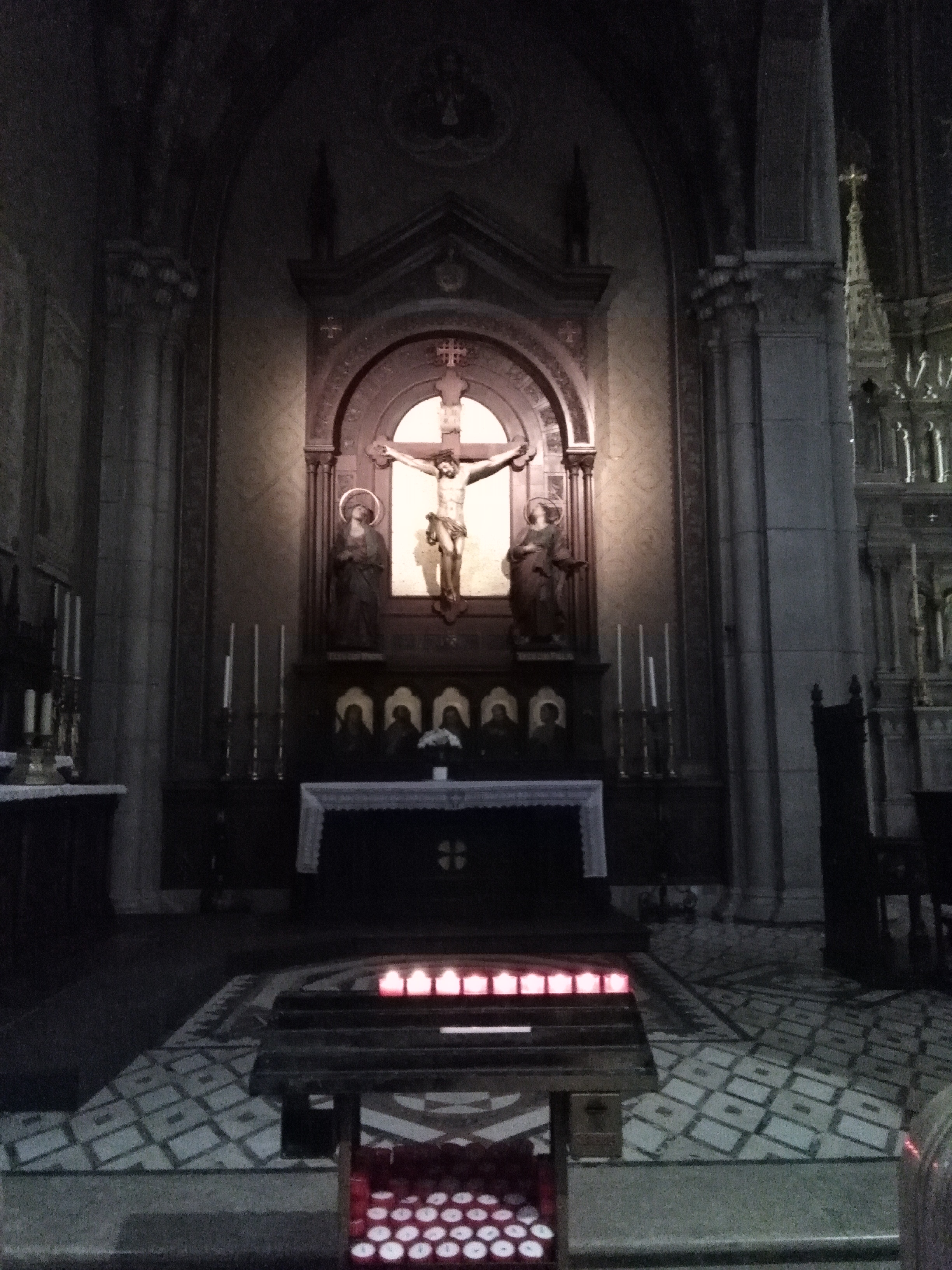
Altare del Santo Crocefisso
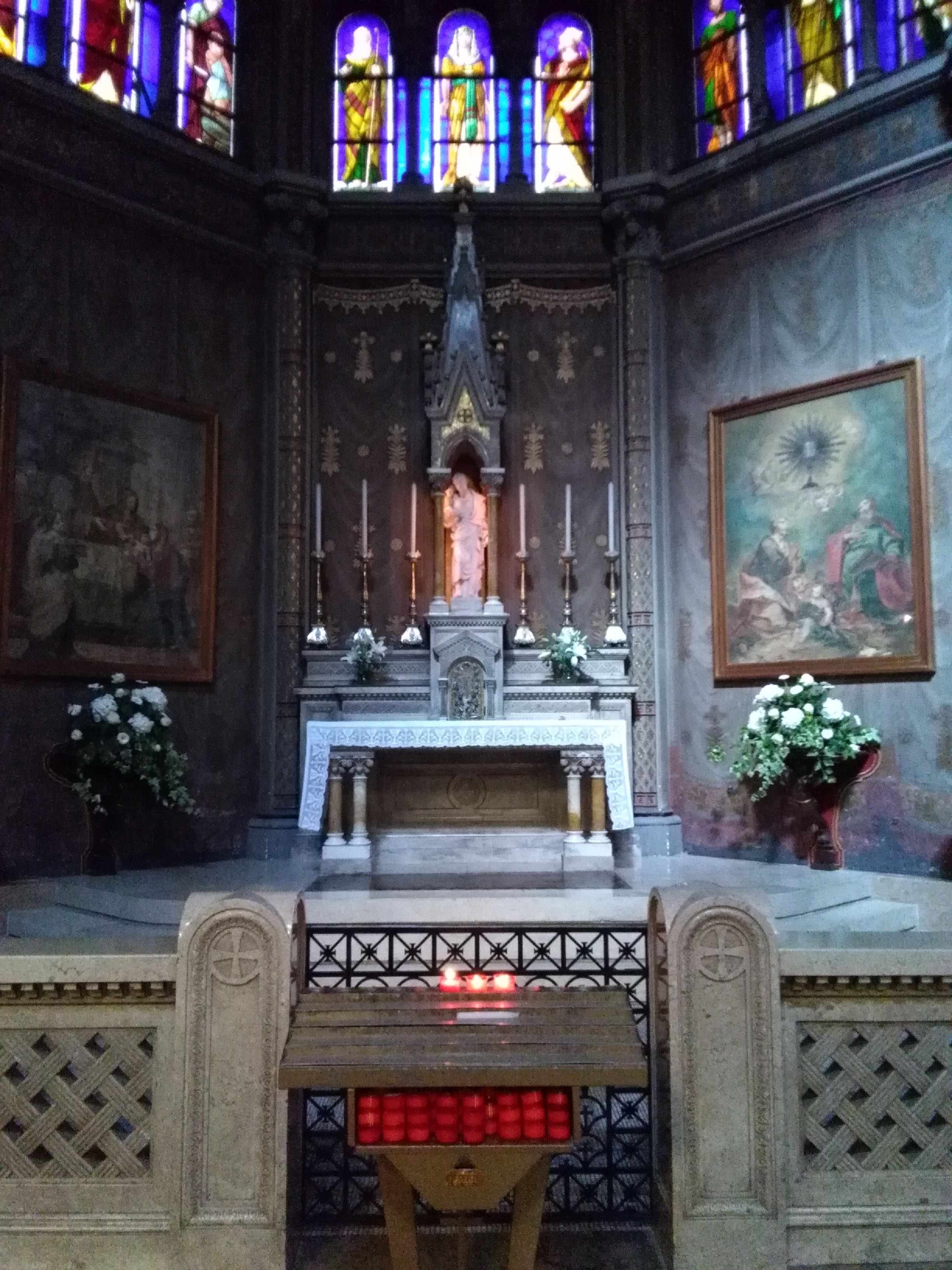
Altare di San Giuseppe
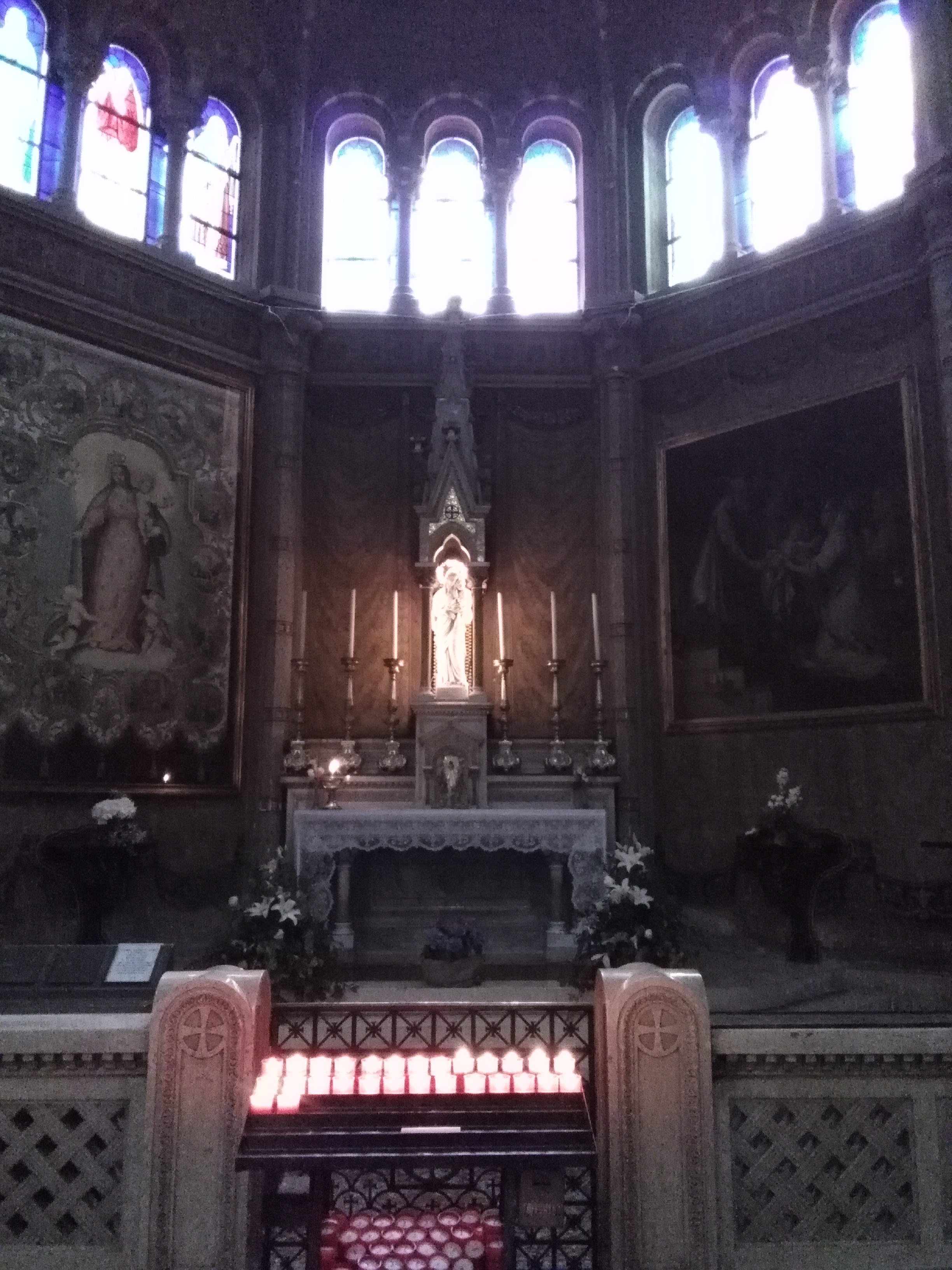
Altare della Madonna
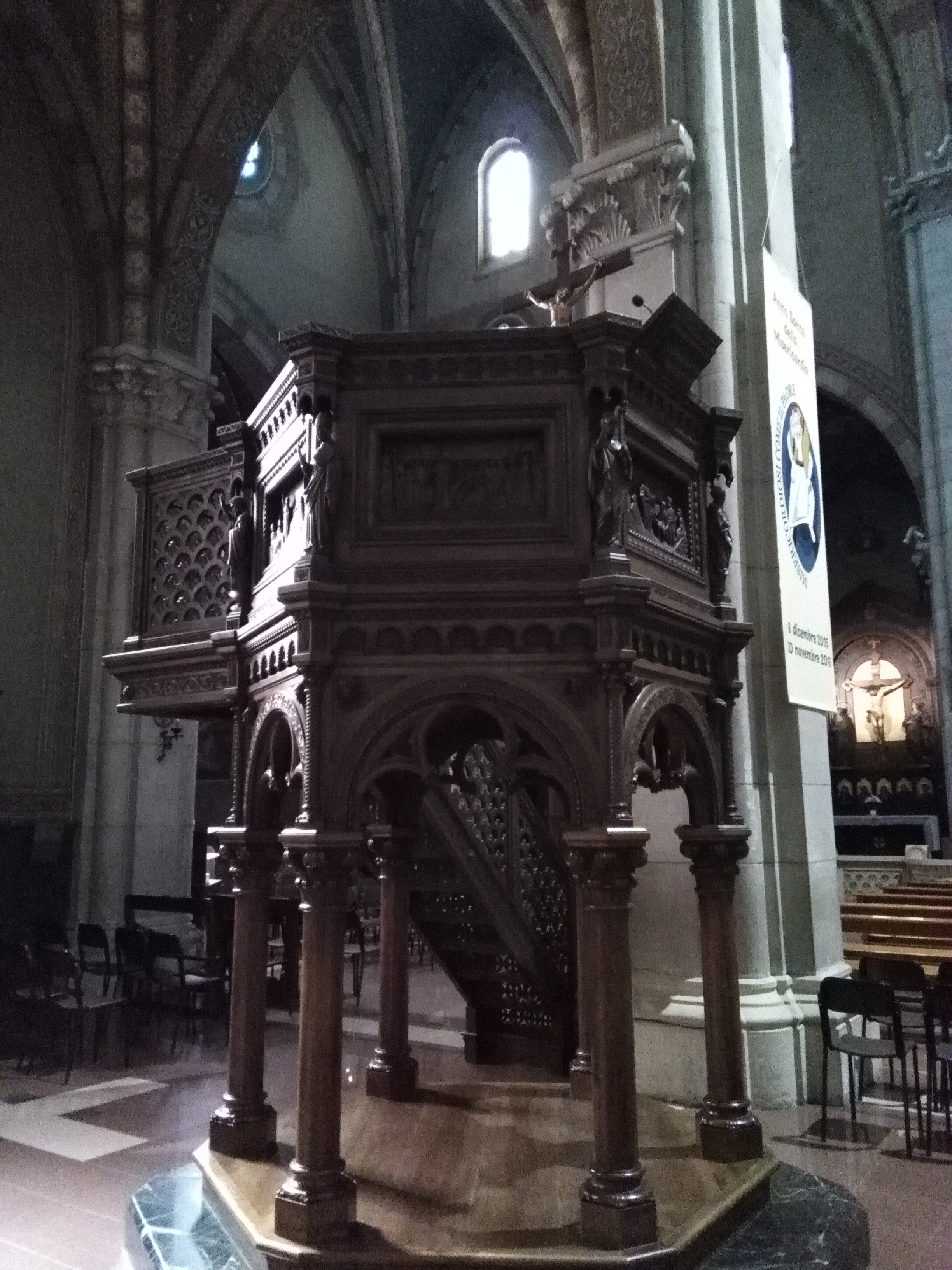
Pulpito ligneo
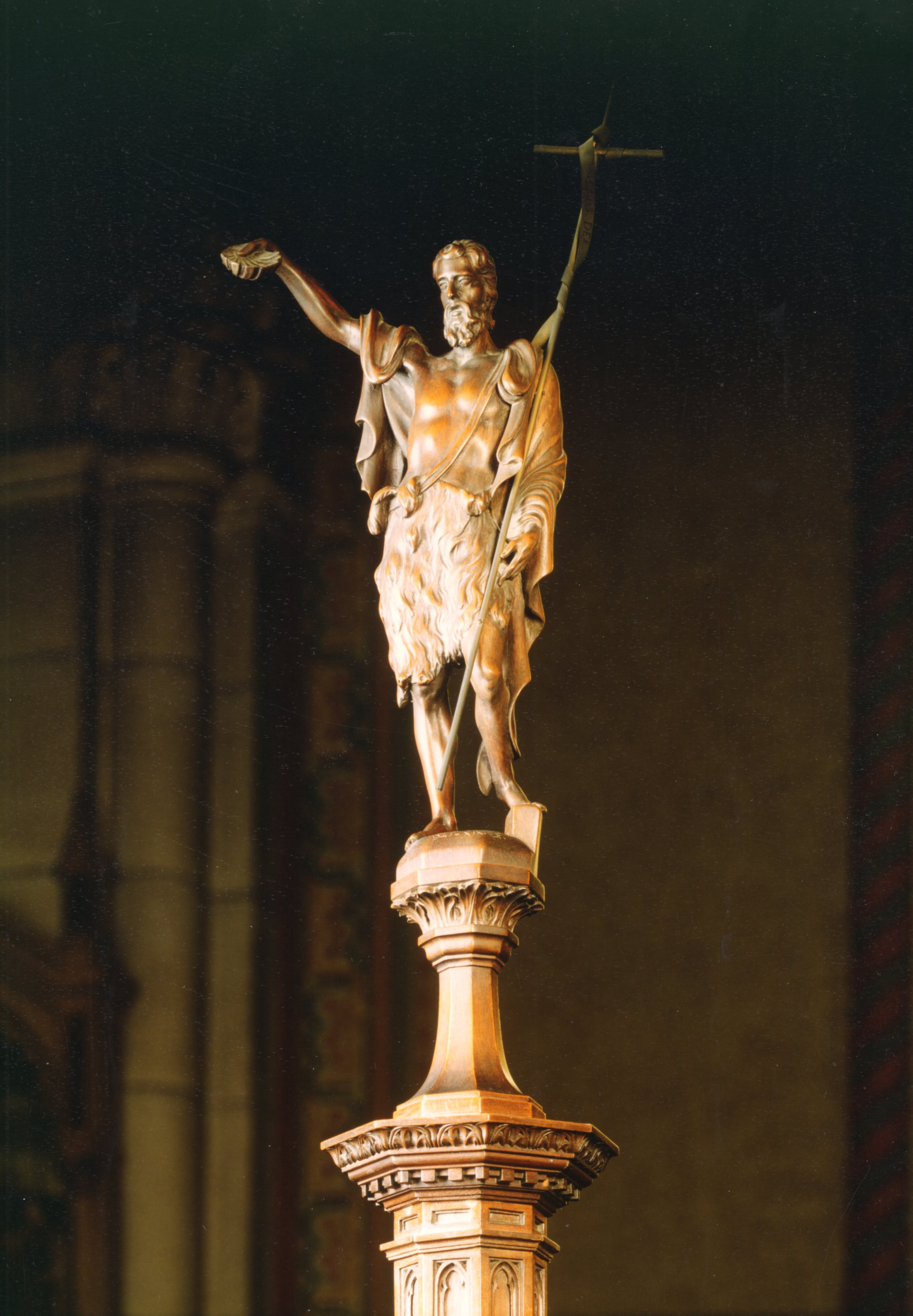
Statua di San Giovanni Battista
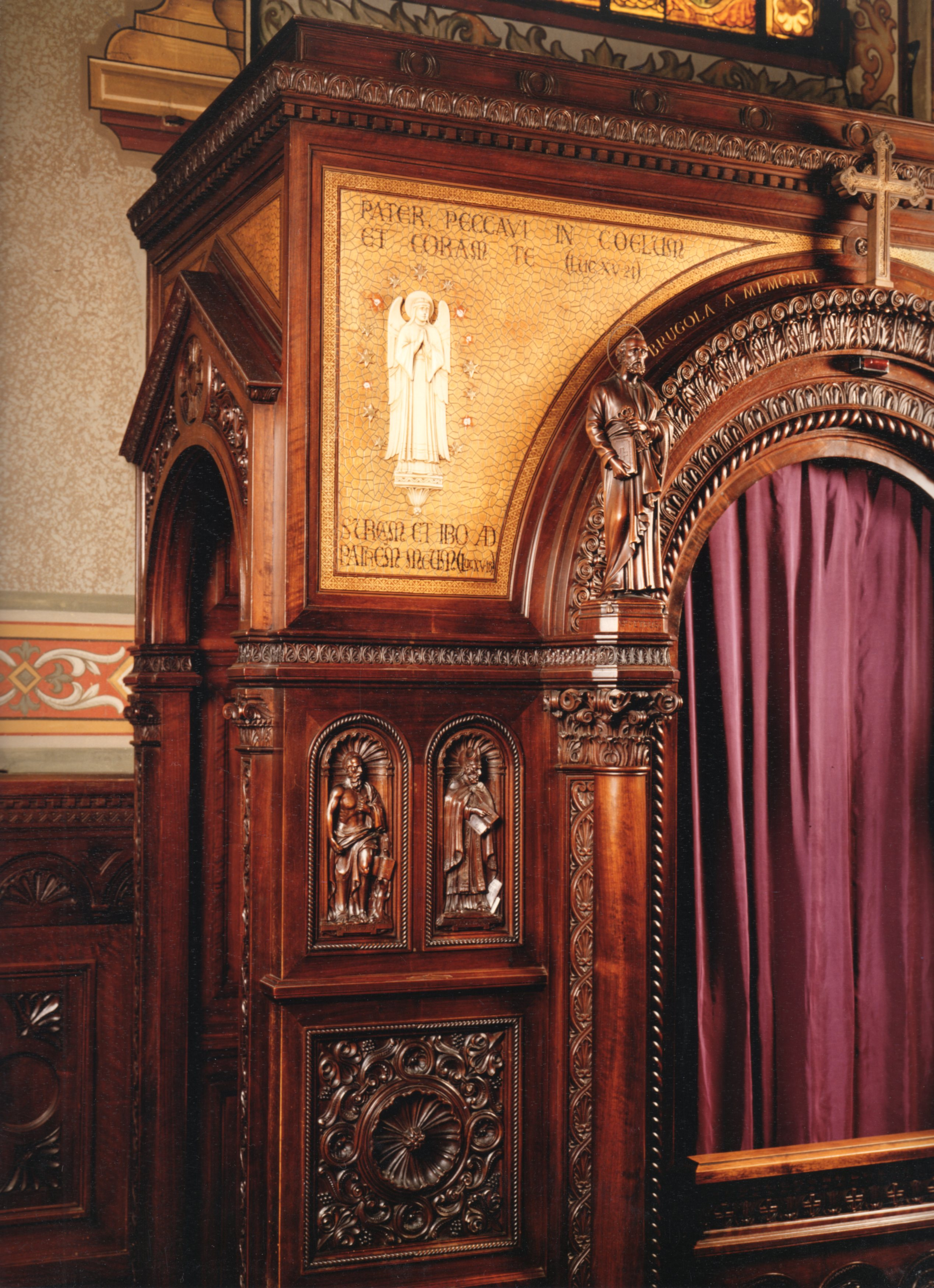
Particolare del confessionale del Prevosto
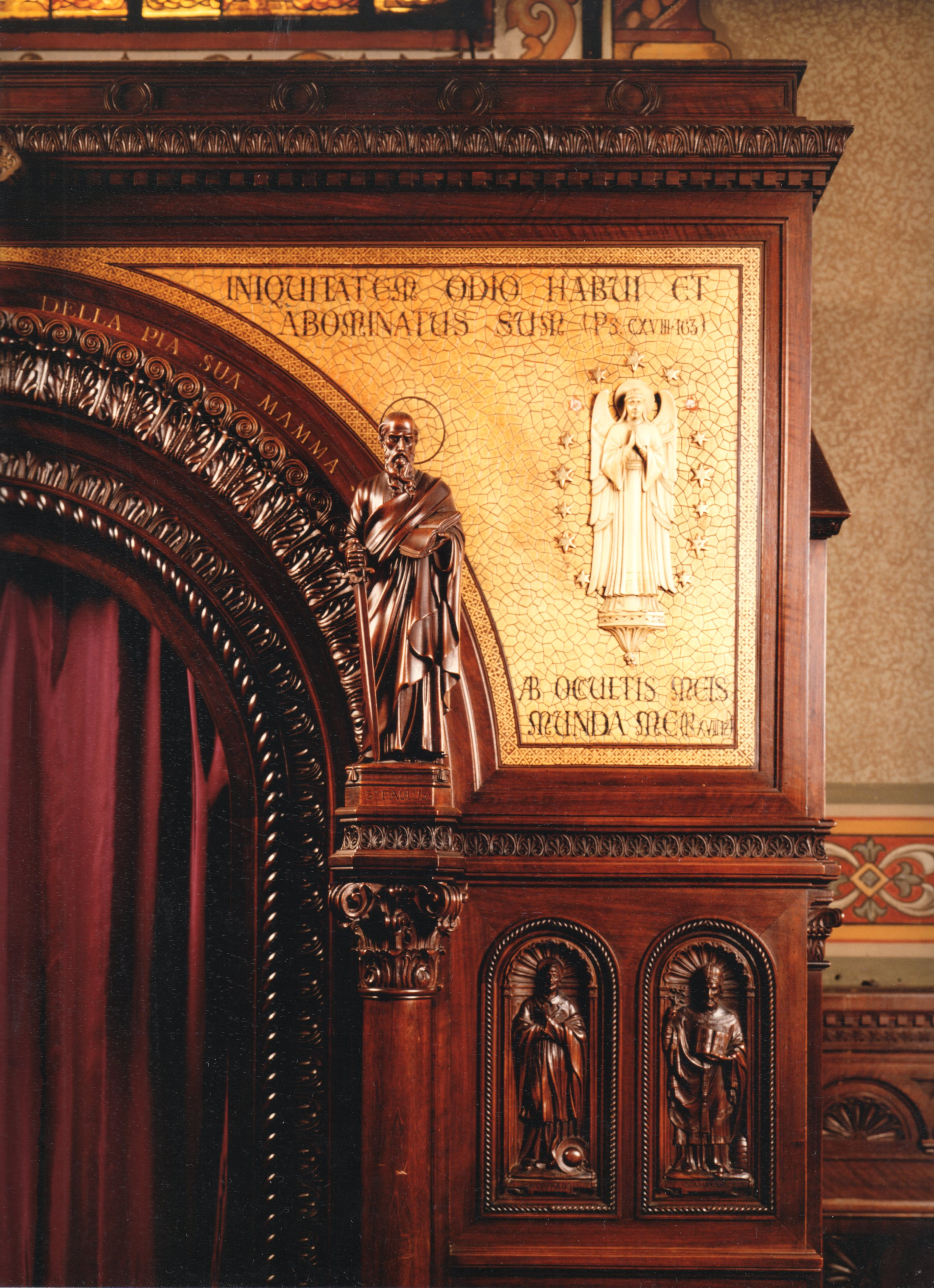
Particolare del confessionale del Prevosto
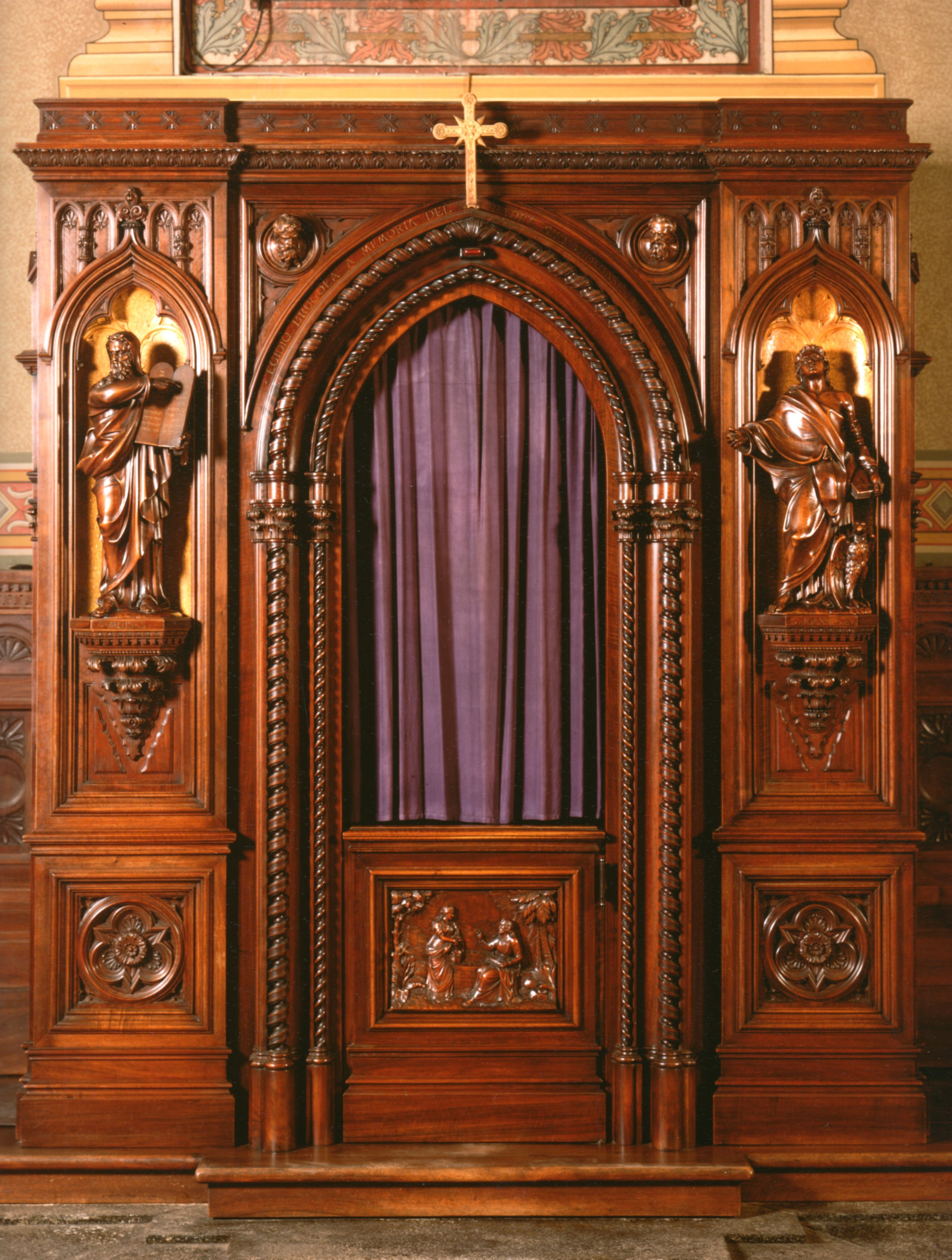
Confessionale detto "del Prevosto emerito"
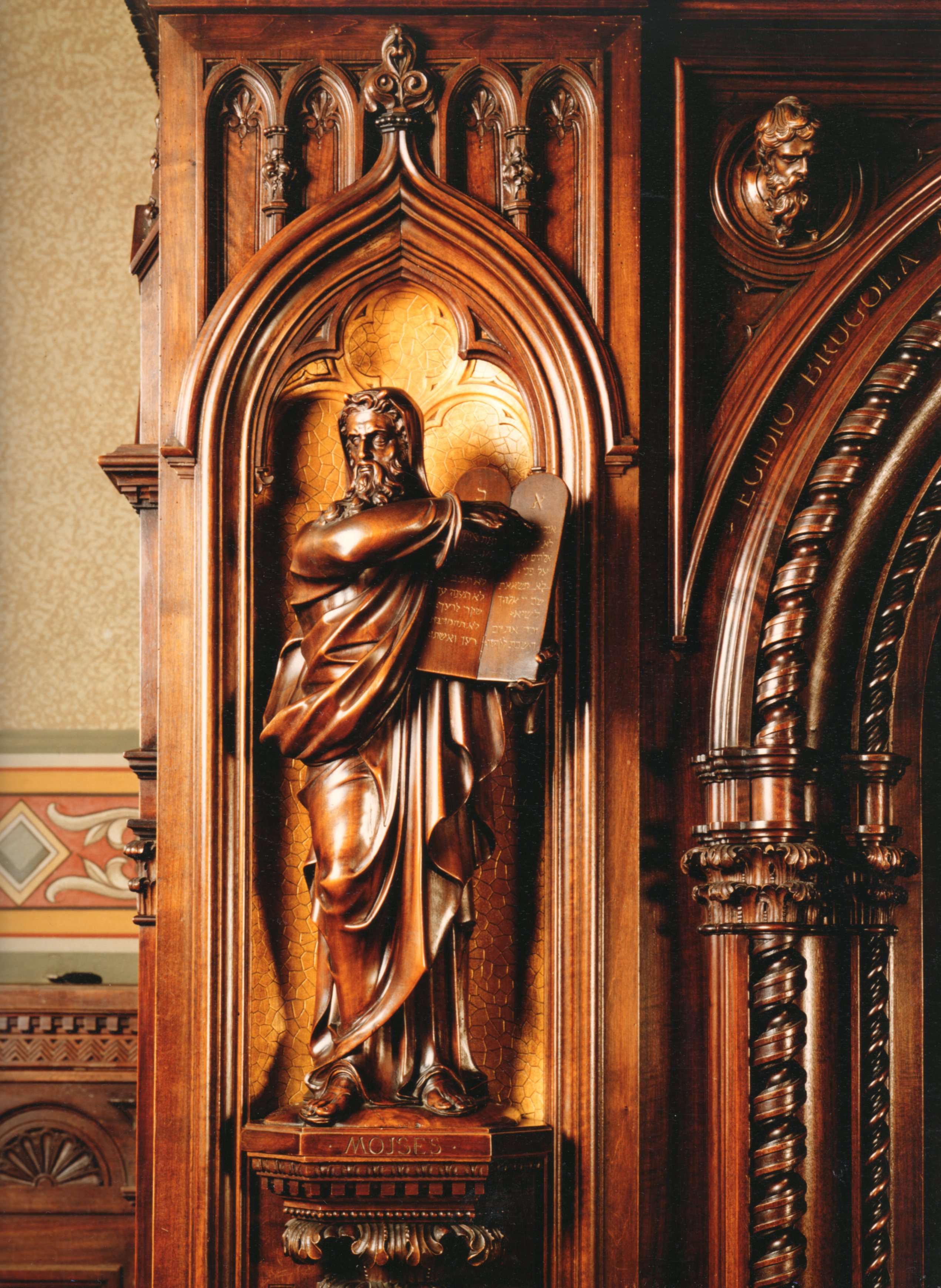
Particolare
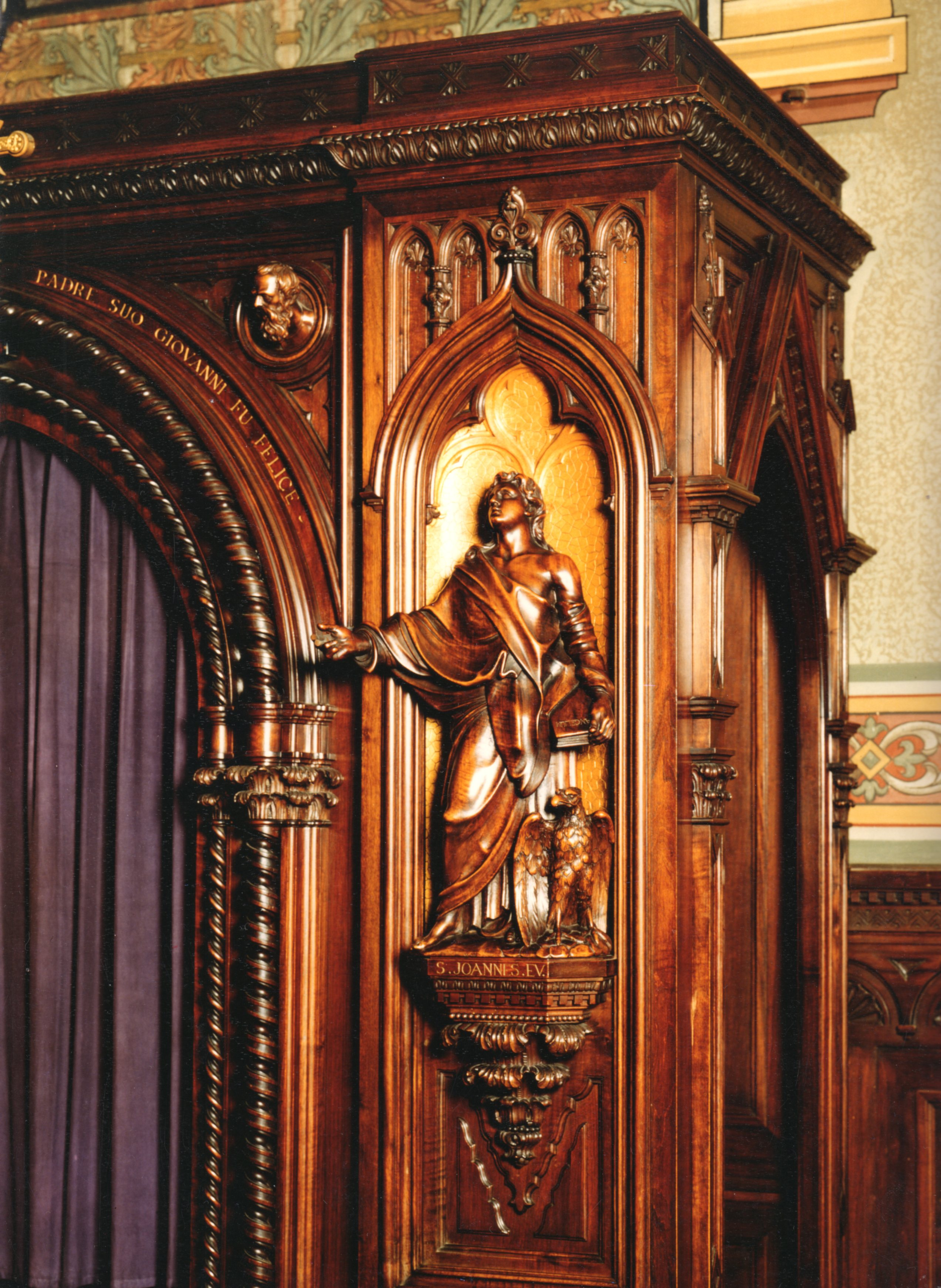
Particolare